# Capriva del Friuli
Capriva del Friuli é uma comuna italiana da região do Friuli-Venezia Giulia, província de Gorizia, com cerca de 1.613 habitantes. Estende-se por uma área de 6 km², tendo uma densidade populacional de 269 hab/km². Faz fronteira com Cormons, Moraro, Mossa, San Floriano del Collio, San Lorenzo Isontino.

## Demografia
| Variação demográfica do município entre 1861 e 2011                               |
|                                                                                   |
| Fonte: Istituto Nazionale di Statistica (ISTAT) - Elaboração gráfica da Wikipedia |